# Erik Buschmann
Erik Niklas Buschmann (* 20. Juli 1998 in Moers) ist ein deutscher Eishockeyspieler, der seit April 2023 bei den Krefeld Pinguinen aus der DEL2 unter Vertrag steht. Zuvor spielte der Verteidiger unter anderem vier Jahre lang für die Iserlohn Roosters in der Deutschen Eishockey Liga (DEL).

## Karriere
Erik Buschmann durchlief die Nachwuchsmannschaften des Krefelder EV bis hin zum U19-Team, für das er zwei Jahre lang in der Deutschen Nachwuchsliga (DNL) antrat. Im Sommer 2017 entschied er sich zu einem Wechsel nach Nordamerika und spielte eine Saison bei den Superior RoughRiders in der Western States Hockey League (WSHL).
Im Sommer 2018 kehrte er nach Deutschland zurück und stieg beim Oberliga-Team der Füchse Duisburg in den Seniorenbereich ein. Dort wurden die Iserlohn Roosters auf ihn aufmerksam, die ihn zur Saison 2019/20 in die Deutsche Eishockey Liga (DEL) holten. Dort konnte er sich schnell als Stammspieler etablieren und kam schon in der ersten Saisonhälfte auf durchschnittlich 16 Minuten Eiszeit pro Spiel, weshalb sein Vertrag vorzeitig verlängert wurde. In seiner Debütsaison erreichte er 2 Tore und 4 Vorlagen. Statistisch wurde die Saison 2022/23 für den Verteidiger die erfolgreichste in Iserlohn: Mit 4 Toren und 5 Vorlagen sowie einer Plus/Minus-Bilanz von +3, der viertbesten im Team, erreichte er gleich mehrere persönliche DEL-Rekorde. Dennoch entschied sich Buschmann im Sommer 2023 zu einem Wechsel in die DEL2 und kehrte zu den Krefeld Pinguinen zurück.

### International
Mehrfach wurde Erik Buschmann für die Nachwuchs-Nationalmannschaften des Deutschen Eishockey-Bundes nominiert. Unter anderem nahm er an der U18-Weltmeisterschaft der Division IA 2016 teil.
Nach seiner überzeugenden Debütsaison in der DEL wurde Buschmann im Februar und September 2020 in das Perspektivteam der deutschen Nationalmannschaft berufen. Insgesamt stand er in diesem Zuge in vier Länderspielen auf dem Eis.

## Karrierestatistik
Stand: Ende der Saison 2024/25

### International
Vertrat Deutschland bei:
- U18-Junioren-Weltmeisterschaft der Division IA 2016

(Legende zur Spielerstatistik: Sp oder GP = absolvierte Spiele; T oder G = erzielte Tore; V oder A = erzielte Assists; Pkt oder Pts = erzielte Scorerpunkte; SM oder PIM = erhaltene Strafminuten; +/− = Plus/Minus-Bilanz; PP = erzielte Überzahltore; SH = erzielte Unterzahltore; GW = erzielte Siegtore; 1 Play-downs/Relegation; Kursiv: Statistik nicht vollständig)